# Porta Ticinese (romana)
Porta Ticinese (lat. Porta Ticinensis) era una delle aperture stradali ricavate nella cinta muraria romana della città di Mediolanum, l'odierna Milano. I suoi resti, giunti sino a noi, sono noti come Torraccia o Torre dei Malsani. Corrispondeva alla Porta Pretoria dell'originario castrum romano che diede poi origine al centro abitato dell'antica Mediolanum. Fu demolita durante l'assedio di Milano del 1162.

## Storia
Costruita durante il periodo repubblicano dell'epoca romana, era ricavata nella cinta delle mura romane di Milano. Venne fatta presumibilmente erigere, insieme alle mura, da Cesare dopo l'assunzione di Mediolanum al rango di municipium nell'anno 49 a.C., oppure in seguito da Ottaviano. Corrispondeva alla Porta Praetoria dell'originario accampamento militare romano, il cosiddetto castrum, che diede poi origine al centro abitato dell'antica Mediolanum romana.
Quest'ultimo si trovava poco distante dal primigenio insediamento celtico, chiamato forse Medhelan, da cui poi potrebbe avere avuto origine il toponimo latino "Mediolanum".
Fu demolita, insieme alle relative mura e alle altre porte romane, durante l'assedio di Milano del 1162, che fu opera di Federico Barbarossa. Altre importanti azioni di guerra a cui partecipò la porta furono l'assedio di Milano del 268, l'assedio di Milano del 402, l'assedio di Milano del 452 e l'assedio di Milano del 538-539.

## Descrizione

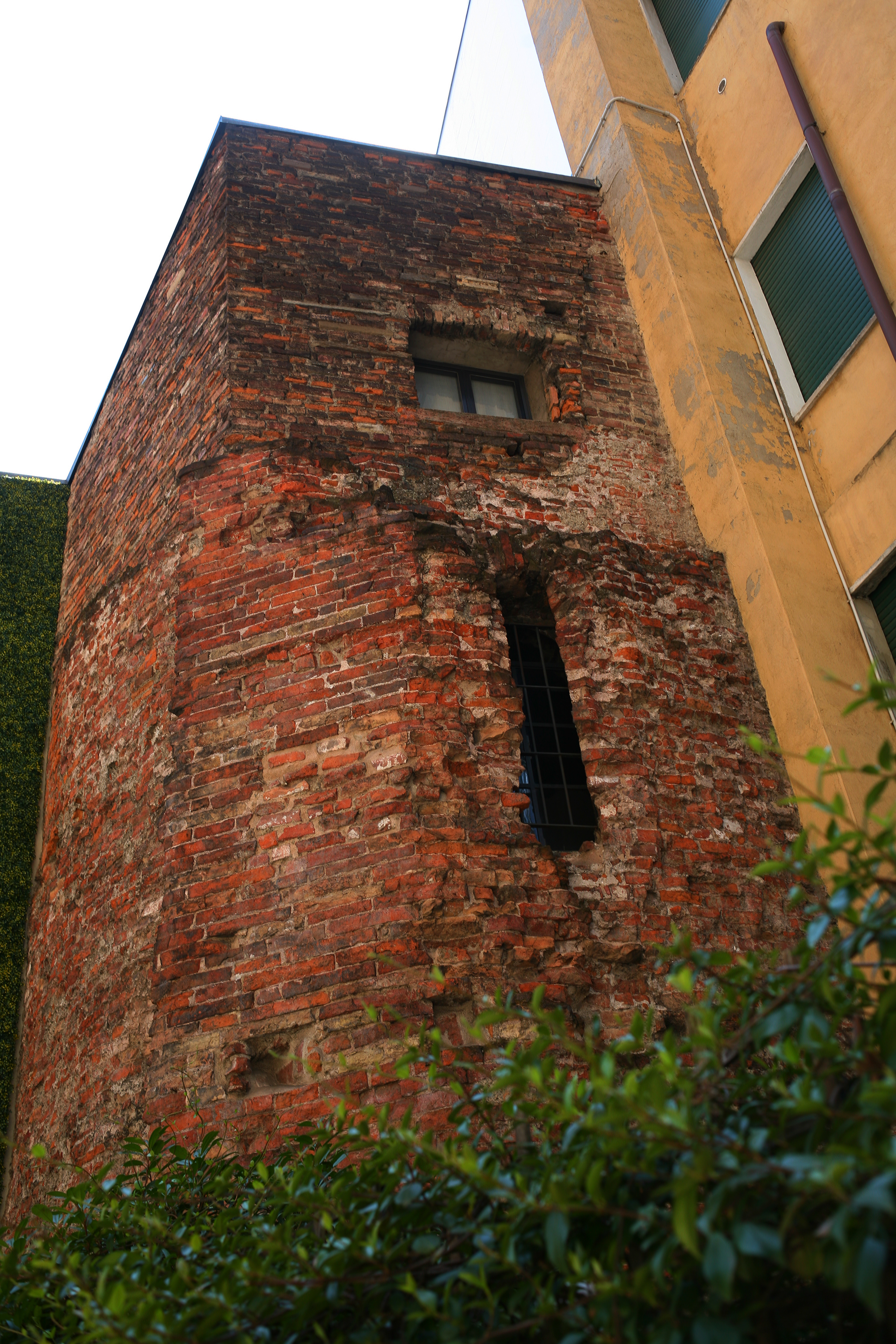
I resti di Porta Ticinese romana, che si trovano all'angolo di via Torino con via del Torchio, nei pressi del Carrobbio, e che sono conosciuti come Torre dei Malsani o Torraccia

Da Porta Ticinese aveva origine l'arteria stradale che collegava Mediolanum a Ticinum (Pavia). Porta Ticinese si trovava nella parte terminale del cardo verso sud-ovest. Poco fuori da Porta Ticinese, oltre le mura cittadine, era presente uno dei quattro castelli difensivi di Mediolanum, il Castrum Vetus.
Nei pressi di Porta Ticinese, lungo il cardo, sorgevano il palazzo imperiale romano di Milano (quest'ultimo al suo incrocio con il decumano) e il circo romano di Milano, mentre poco oltre essa, al di fuori delle mura cittadine, lungo la sopracitata arteria stradale, erano situati la basilica palatina (che esiste ancora oggi: ha poi cambiato nome in "basilica di San Lorenzo") e l'anfiteatro romano di Milano. Da Porta Ticinese il cardo di Mediolanum conduceva all'altro lato delle mura cittadine dov'era presente, diametralmente opposta a Porta Ticinese, Porta Orientale.
Porta Ticinese era situata, considerando l'urbanistica della Milano odierna, dove ora è presente il Carrobbio, moderno largo della città le cui origini risalgono all'epoca romana. Proprio nei pressi del Carrobbio è presente la cosiddetta "Torraccia", o "Torre dei Malsani". Situata nel cortile di uno dei palazzi dell'area, rappresenta l'unico resto tangibile dell'antica Porta Ticinese romana che è giunto sino a noi. Si tratta dei resti di una delle due torri della porta, che affiancavano il varco di ingresso. È nota come "Torre dei Malsani" perché in seguito, persa la sua funzione difensiva, è stata destinata a lebbrosario.
La conferma sul fatto che si tratti dei resti di Porta Ticinese viene da un documento del 1201, risalente quindi a diversi decenni dopo l'assedio di Federico Barbarossa, in occasione del quale le mura e le porte romane vennero distrutte, che recita:
(Stralcio di un documento del 1201)
Dalla presenza di questi resti è stato possibile ricostruire l'aspetto della Porta Ticinese romana. Porta Ticinese era probabilmente costituita da due fornici larghi circa 3 metri, divisi da un pilastro centrale, il tutto fiancheggiato da due torri. Sono giunti sino a noi i resti di una delle due torri. Questi resti hanno basi quadrate aventi 7,50 m di spigolo. Il muro perimetrale, avente spessore di 1,2 metri, presenta un perimetro circolare all'interno della costruzione e poligonale all'esterno. Le fondamenta di questi resti, che sono state realizzate in mattoni, poggiano su un terreno costituito principalmente da ghiaia in modo tale da facilitare il drenaggio delle acque meteoriche.

## Mappa

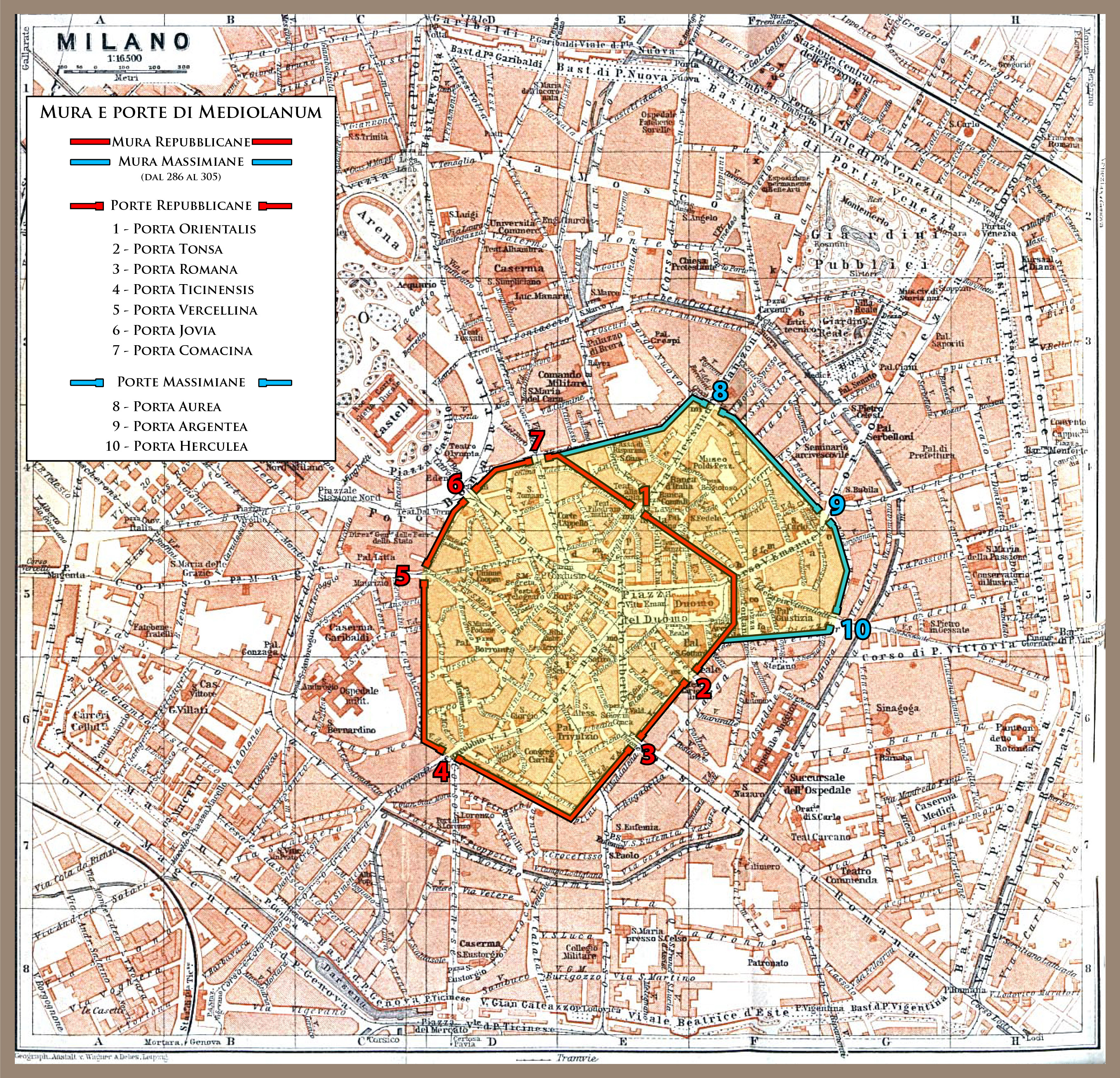
Il tracciato delle mura romane di Milano, con relative porte, riportato su una mappa moderna di Milano. In rosso il tracciato delle mura repubblicane, in azzurro quello della loro estensione realizzata in epoca massimiana